# Compello
Compello AS är ett norskt IT-företag bildat 2011 efter en fusion av Compello Software och Client Computing Europe. Företaget utvecklar lösningar för att automatisera dataflöde och är leverantör av lösningar inom EDI, eFaktura och elektronisk fakturahantering. Företaget ägs 100 % av Etrinell AS och har huvudkontor i Fornebu strax utanför Oslo, Norge. Inom Compello ingår Compello AS (moderbolag), och Compello AB. 
Compello har cirka 80 anställda i Oslo, Larvik, Stockholm, och Colombo  Företaget samarbetar med Microsoft och blev 2014 utsett till «Årets Norska Programvaruhus» på Microsoft årliga partnerkonferens i Washington DC.
Compello fick 2018 det norska jämställdhetspriset ODA Award Organization. 

## Historik
2018 såldes den tyska verksamheten till en internationell aktör så att Compello istället kunde fokusera på den nordiska marknaden.
Client Computing Europe ASA fusionerade med Compello Software AS 2011 och bytte samtidigt namn till Compello AS.
Client Computing startade 1995 med inriktning på meddelandeutväxling, EDI, inom energi och textilbranschen. Verksamheten expanderade till Sverige 1998 genom förvärv av Posten/SDS EDI verksamhet. År 2006 utvecklades verksamheten i Tyskland genom förvärv av GLI GmbH.
Under 2004 investerades det i Euronova AS som senare bytte namn till Client Computing Norway AS. Därmed hade företaget startat med eFaktura för Internetbanken.
De norska aktiviteterna inom EDI och eFaktura blev organiserat under Client Computing Utility AS och Client Computing Norway AS.
Hösten 2010 fusionerades Client Computing Utility AS med Client Computing Norway AS. Därefter fusionerades Client Computing Norway AS med Compello AS 2012.
1997 startade Compello Software sin inriktning mot elektronisk fakturaghantering, fakturatolkning, OCR, fördelning, attest och integration mot ekonomisystem. Företaget fusionerade 2011 med Client Computing Europe ASA.

## Fotnoter
1. ↑  «Om oss» Arkiverad 20 januari 2015 hämtat från the Wayback Machine. Compello.
2. ↑  «Compello AS är utsett till årets programvaruföretag 2014» Arkiverad 20 januari 2015 hämtat från the Wayback Machine. Compello.
3. ↑  «Årets programvarehus» Arkiverad 10 november 2014 hämtat från the Wayback Machine. Computerworld. 13 augusti 2014.
4. ↑  «Compello kåret til årets programvarehus» Arkiverad 10 november 2014 hämtat från the Wayback Machine. Logistikk & Ledelse. 12 augusti 2014.
5. ↑  ”ODA Awards 2018 - Årets vinnere - Oda Nettverk” (på norskt bokmål). Oda Nettverk. 31 maj 2018. https://odanettverk.no/2018/05/31/oda-awards-2018-arets-vinnere/. Läst 4 december 2018.
6. ↑  ”Compello säljer tyskt dotterbolag – investerar i Norden - Compello”. Compello. 19 oktober 2018. Arkiverad från originalet den 30 oktober 2019. https://web.archive.org/web/20191030173242/https://www.compello.com/se/arkiv/saljer-tyskt-dotterbolag/. Läst 4 december 2018.
7. ↑  «Fusjon mellom Client Computing Europe og Compello Software» Arkiverad 17 augusti 2016 hämtat från the Wayback Machine. Etrinell AS